# Херуски

Мапа розселення германських племен в 50 р. до н. е.

Херуски (лат. Cherusci, грец. Χηρούσκοι, Χαιρουσκοί), рідко геруски — союз германських племен періоду античності, які жили на території від верхів'я річки Везер, її притоках Гарц і до Ельби, на території нинішніх Вестфалії та Нижньої Саксонії.

## Етимологія
Достеменне походження слова «херуски» невідоме, з цього приводу існує декілька гіпотез та спекуляцій. Дискусія про походження назви почалася в кінці XVI ст. і досі не завершилася. Так, наприклад, Якоб Грімм убачав зв'язок з готським словом hairus або англійським словом heoru, що означає «меч». Більш пізні філологи-германісти Рудольф Мух, Едвард Шредер, Отто Гефлер та ін. виводять походження від загальногерманського слова herut (олень), обґрунтовуючи цю теорію великою роллю, яку грає культ оленя в германській символіці та міфології. Навпаки, германіст та скандинавіст Ганс Кун вважав, що суфікс -ск- (-sk-) не є германським.

## Історія
Уперше про херусків повідомляє Юлій Цезар. Про це плем'я у своєму творі «Германія» згадує Тацит.
Херуски були одним з найбільших ранніх племінних союзів стародавніх германців, які населяли територію між річками Рейн і Ельба. Поруч з ними були інші сильні германські союзи хаттів, гермундурів, маркоманів, семнонів та ряд менших племінних груп.
Склад племінного альянсу херусків не був однорідним і навіть всередині союзу час від часу траплялися бойові зіткнення менших племінних об'єднань.

### Римське завоювання (12 до н.е.— 9 н.е.)

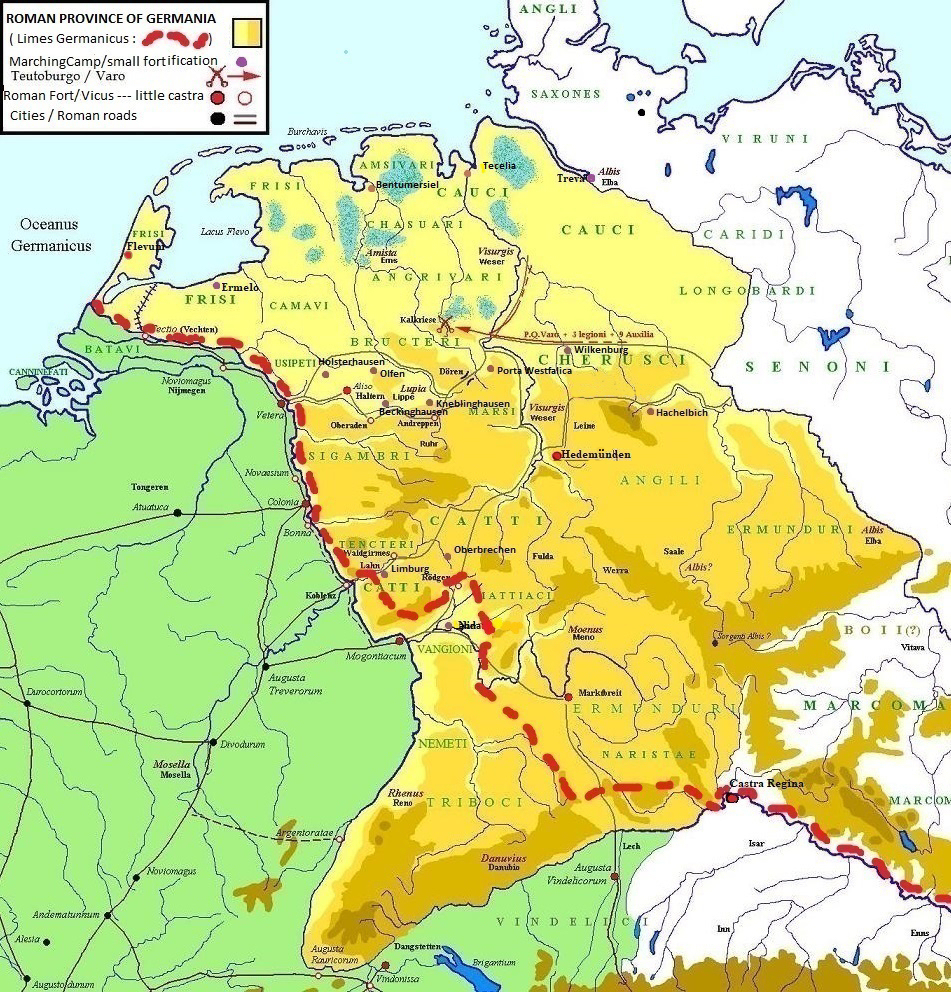
Мапа новоутвореної провінції Germania Magna станом на 9 рік н. е.

У 12 році до н. е. спровокована нападом германців на римську Галлію почалася кампанія із завоювання германських племен між Рейном та Ельбою під проводом Друза Старшого. Його сили складалися з п'яти римських легіонів і рівного їм по чисельності допоміжного війська. Протягом 11-9 рр. до н. е. він кілька разів здобував перемоги над херусками й підкорив їх; частина херусків під натиском римлян відступила за Ельбу, і Друз не став їх переслідувати.
Станом на 9 до н. е. (рік смерті Друза Старшого) більшість германських племен на цих територіях уже визнали владу Риму. Справу Друза продовжував його брат Тиберій. Вважається, що приблизно в 7 році до н. е. він остаточно підкорив усіх германців між Рейном і Ельбою. Для підтримки римської влади в регіоні було розміщено на постійній основі 5 римських легіонів, що складалися з ветеранів. Для більшого контролю дітей племінних вождів було забрано до Риму на виховання, а, по-суті, в заручники. Серед цих дітей були Арміній і його брат Флав, сини Зегімера, що був одним із вождів племен херусків. Також Тиберій поставив на чолі херусків проримську частину знаті, чим викликав ще більшу ненависть до римлян серед іншої частини знаті.
У 5 н. е. було офіційно оголошено про утворення за Рейном нової римської провінції Germania Magna, куди увійшли і землі херусків.
У 7 році н. е. пропретором провінції Германія було призначено Публія Квінтілія Вара, а розквартировані раніше в Germania Magna п'ять ветеранських легіонів були виведені з провінції і на чолі з Тиберієм рушили на придушення Великого іллірійського повстання (6-9 роки н. е.). Натомість у провінції залишилися три нещодавно перенабрані легіони (Legio XVII, Legio XVIII та Legio XIX), які складалися майже виключно з новобранців, що не мали бойового досвіду, а вояки в допоміжні частини цих легіонів набиралися з місцевого германського населення.

### Повстання Армінія (9— 21 роки н.е.)

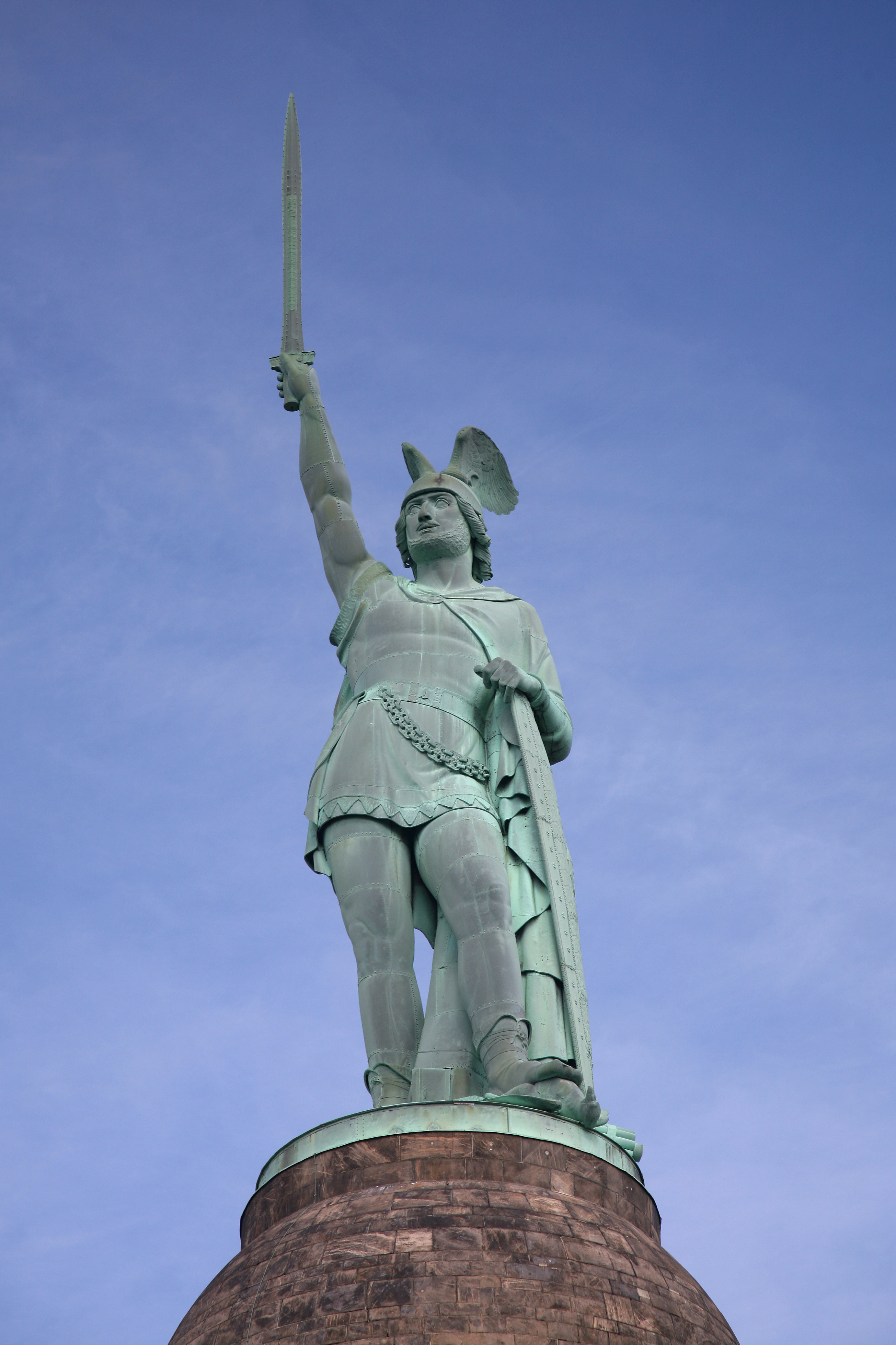
Пам'ятник вождю херусків Армінію встановлений у Тевтобургському лісі

18 років римського панування минули без жодних значних потрясінь чи протидії з боку германців. Провінція сприймалася як цілком спокійна й упокорена, але посилення римського пригноблення у вигляді збільшення данини та рекрутів, яке впроваджував Публій Вар, призвели до зростання незадоволення серед германців. Про це Вара попереджав Сегест — один із проримських вождів херусків. Він же повідомив про підготовку повстання і навіть вказав, що його очолює Арміній, але Вар не повірив обвинуваченням. Про це у своїй «Римській історії» пише Гай Веллей Патеркул.
У 9 році херуски повстали під проводом Армінія і в союзі з іншими германськими племенами несподівано напали на римлян та завдали їм розгромної поразки в битві в Тевтобурзькому лісі, де були знищені три римські легіони (Legio XVII, Legio XVIII та Legio XIX). Важливу роль у цьому відіграли допоміжні загони легіонів, які складалися з германців і які під час битви перейшли на бік повстанців. Побачивши цілковиту поразку, командир римлян Публій Квінтілій Вар, аби не потрапити в полон, кинувся на свій меч і загинув.
Після цієї приголомшливої поразки римляни полишають свої форти та нечисленні поселення на схід від Рейну.
Як відплату за повстання і загибель легіонів Римська імперія організувала декілька каральних походів у германські землі під проводом Германіка. У 14 році були розбиті сили марсів, бруктерів і усіпетів та розграбовані їх поселення. У 15 році завдано удару по хаттам, знищена їхня столиця, відбулися кількаденні бойові зіткнення з херусками та їхніми союзниками, у яких жодна зі сторін не здобула вирішальної перемоги. При цьому частина херусків на чолі з Сегестом виступила на боці римлян. Також у війську Германіка проти Армінія воював його брат Флав.
У 16 році Германік завдав розгромної поразки херускам Армінія у битві на правому березі річки Везер і потім в іншій битві розбив ангріваріїв. У 17 році планувався черговий похід, який скасував імператор Тиберій, що означало остаточну відмову від намірів повернути втрачену провінцію під римський контроль.
Арміній продовжував ворогувати з римлянами, зокрема, у 17 році разом зі семнонами й лангобардами завдав поразки їхньому союзнику Марободу, вождю германського племені маркоманів, і змусив його тікати до Риму. Проте, згідно з нотатками Тацита, у 21 році н. е. Арміній був убитий унаслідок змови найближчих родичів своїми ж одноплемінниками, які вважали, що він став занадто могутнім правителем, після чого антиримський союз германських племен розпався.

### Занепад херусків після Армінія
Внутрішні чвари та війни з сусідніми племенами поступово призвели до послаблення херусків і після 21 року частина їхньої території перейшла під контроль хаттів. Лише в 47 році за підтримки імператора Клавдія новим королем (конунгом) утвердився Італік, який був небожем Армінія (сином його брата Флава). Утім, міжусобиці серед херусків тривали довгі роки між проримською та антримською партіями, а Італіку навіть довелося на деякий час втікати до сусіднього племені лангобардів. Проте в 60 році він передав правління сину або онуку Харіомеру, влада якого теж не була міцною, і чвари продовжувалися. Зрештою, Харіомер, який вважається останнім королем херусків, був повалений у 88/90 р., а херуски були підкорені хаттами та увійшли до їхнього племінного союзу. Коли Тацит писав свою «Германію» (близько 98 р. н. е.), херуски перебували в повному занепаді.
У 330 році херуски все ще згадуються серед переліку племен, що протистояли Костянтину Великому. Вважається, що після цього херуски увійшли в племінний союз саксів і розчинилися серед них.